# Marcão (calciatore 1992)
Marcão, pseudonimo di Marcos Venicius Santos Miranda, noto ad inizio carriera come Marcos Miranda (Itabuna, 6 marzo 1992), è un calciatore brasiliano, portiere della Juventude.

## Carriera
Ha iniziato a giocare a calcio nel settore giovanile del Campo Grande per poi trasferirsi in Italia al Treviso nel 2007. Due anni dopo è stato ingaggiato dalla Fiorentina, dove ha giocato nella formazione Primavera. Nell'agosto del 2011 è stato ceduto in prestito alla Pro Vercelli dove ha debuttato a livello professionistico il 9 novembre nell'incontro di Coppa Italia Lega Pro vinto 3-0 contro la Pro Patria; al termine della stagione il club piemontese ne ha acquisito il 50% dei diritti sportivi, per poi acquisirlo a titolo definitivo al termine della stagione 2012-2013. Il 2 settembre 2013 è stato ceduto a titolo definitivo al Sorrento nell'ambito di uno scambio che ha visto il portiere Aniello Ambrosio compiere il percorso opposto; con il club campano ha disputato 15 incontri in Lega Pro Seconda Divisione ed a fine anno è stato ceduto a titolo definitivo al Chievo, che lo ha girato subito in prestito all'Istria 1961, nella prima divisione croata. Rientrato a Verona nell'estate del 2015, è rimasto in rosa nella prima metà di stagione per poi tornare in Brasile dove ha trascorso alcune stagioni nei campionati statali con le maglie di Rio Claro, Paranavaí, CEOV ed Interporto.
Nel 2018 è stato acqusitato dal Brasil de Pelotas e l'anno successivo ha debuttato in Série B nell'incontro pareggiato 2-2 contro il Criciúma. Nel gennaio del 2020 è stato acquistato dal Náutico ma a metà anno ha cambiato nuovamente casacca firmando con il Vila Nova. Nel 2021 ha disputato il Campionato Mineiro con l'Uberlândia per poi trasferirsi al Santa Cruz con il ruolo di portiere di riserva.
Nel 2022 ha disputato una stagione da titolare con il Floresta in Série C e l'anno successivo ha firmato un contratto con l'Amazonas, con cui ha vinto il campionato centrando la promozione in Série B. Nel 2024 è stato designato come nuovo titolare del club giallonero, risultando uno dei migliori portieri della competizione.
Il 18 dicembre 2024 è stato acquistato a titolo definitivo dalla Juventude ed il 29 marzo ha debuttato in Série A nella partita vinta 2-0 contro il Vitória.

## Statistiche

### Presenze e reti nei club
Statistiche aggiornate al 29 maggio 2025.
| Stagione            | Squadra             | Campionato          | Campionato | Campionato | Coppe nazionali | Coppe nazionali | Coppe nazionali | Coppe continentali | Coppe continentali | Coppe continentali | Altre coppe | Altre coppe | Altre coppe | Totale | Totale | Totale |
| Stagione            | Squadra             | Comp                | Pres       | Reti       | Comp            | Pres            | Reti            | Comp               | Pres               | Reti               | Comp        | Pres        | Reti        | Pres   | Reti   |        |
| ------------------- | ------------------- | ------------------- | ---------- | ---------- | --------------- | --------------- | --------------- | ------------------ | ------------------ | ------------------ | ----------- | ----------- | ----------- | ------ | ------ | ------ |
| 2011-2012           | Pro Vercelli        | D1                  | 1          | 0          | CI+CI-LP        | 0+2             | 0 + -1          | -                  | -                  | -                  | -           | -           | -           | 3      | -1     |        |
| 2012-2013           | Pro Vercelli        | B                   | 2          | -4         | CI              | 0               | 0               | -                  | -                  | -                  | -           | -           | -           | 2      | -4     |        |
| Totale Pro Vercelli | Totale Pro Vercelli | Totale Pro Vercelli | 3          | -4         |                 | 2               | -1              |                    | -                  | -                  |             | -           | -           | 5      | -5     |        |
| 2013-2014           | Sorrento            | D2                  | 13+1       | -10 + -4   | CI+CI-LP        | 0               | 0               | -                  | -                  | -                  | -           | -           | -           | 14     | -14    |        |
| 2014-2015           | Istria 1961         | 1.HNL               | 0          | 0          | CC              | 0               | 0               | -                  | -                  | -                  | -           | -           | -           | 0      | 0      |        |
| 2016                | Paranavaí           | A1/PR               | 3          | -4         | -               | -               | -               | -                  | -                  | -                  | -           | -           | -           | 3      | -4     |        |
| 2018                | Brasil de Pelotas   | PD/RS+B             | 0          | 0          | -               | -               | -               | -                  | -                  | -                  | -           | -           | -           | 0      | 0      |        |
| 2019                | Brasil de Pelotas   | PD/RS+B             | 0+1        | -2         | CB              | 0               | 0               | -                  | -                  | -                  | -           | -           | -           | 1      | -2     |        |
| 2020                | Náutico             | A1/PE+B             | 3+2        | -2 + -3    | CB              | 0               | 0               | -                  | -                  | -                  | -           | -           | -           | 5      | -5     |        |
| 2020                | Vila Nova           | C                   | 4          | -4         | CB              | 0               | 0               | -                  | -                  | -                  | -           | -           | -           | 4      | -4     |        |
| 2021                | Uberlândia          | M1/MG               | 10         | -15        | CB              | 1               | -1              | -                  | -                  | -                  | -           | -           | -           | 11     | -16    |        |
| 2021                | Santa Cruz          | C                   | 1          | -1         | CB              | 0               | 0               | -                  | -                  | -                  | -           | -           | -           | 1      | -1     |        |
| 2022                | Floresta            | C                   | 18         | -23        | -               | -               | -               | -                  | -                  | -                  | -           | -           | -           | 18     | -23    |        |
| 2023                | Amazonas            | PD/AM+C             | 1+4        | 0 + -4     | -               | -               | -               | -                  | -                  | -                  | -           | -           | -           | 5      | -4     |        |
| 2024                | Amazonas            | PD/AM+B             | 4+34       | -4 + -31   | CB              | 1               | -1              | -                  | -                  | -                  | CV          | 0           | 0           | 39     | -36    |        |
| Totale Amazonas     | Totale Amazonas     | Totale Amazonas     | 43         | -39        |                 | 1               | -1              |                    | -                  | -                  |             | 0           | 0           | 44     | -40    |        |
| 2025                | Juventude           | PD/RS+A             | 0+5        | -9         | CB              | 0               | 0               | -                  | -                  | -                  | -           | -           | -           | 5      | -9     |        |
| Totale carriera     | Totale carriera     | Totale carriera     | 107        | -120       |                 | 4               | -3              |                    | -                  | -                  |             | 0           | 0           | 111    | -123   |        |

## Palmarès

### Club

#### Competizioni giovanili
- Coppa Italia Primavera: 1

Fiorentina: 2010-2011

#### Competizioni statali
- Campionato Amazonense: 1

Amazonas: 2023

#### Competizioni nazionali
- Campeonato Brasileiro Série C: 2

Vila Nova: 2020
Amazonas: 2023